# بيت حمود (عبس)

تعديل مصدري - تعديل

بيت حمود هي إحدى قرى عزلة بني حسن بمديرية عبس التابعة لمحافظة حجة، بلغ تعداد سكانها 38 نسمة حسب تعداد اليمن لعام 2004.